# Nikolaus Gerbel
Nikolaus Gerbel (* um 1485 in Pforzheim; † 20. Januar 1560 in Straßburg; lateinisch Nicolaus Gerbelius) war ein deutscher Humanist.

## Leben
Nach dem Besuch der Lateinschule in Pforzheim studierte Gerbel ab 1502 an der Universität Wien und gehörte dort zum Kreis der Schüler von Konrad Celtis. Seine Studien setzte er 1507 an der Universität Köln, 1508 in Tübingen fort. Nach einem Aufenthalt in Mainz kehrte er vermutlich 1511 nach Pforzheim zurück und leitete zeitweilig die dortige Lateinschule. Im Mai 1512 ging er nochmals nach Wien, studierte dort die Rechte und arbeitete mit Druckern und Verlegern zusammen. Im Sommer 1514 brach er zu einer Italienreise auf, besuchte in Venedig den Drucker Aldus Manutius und promovierte am 2. Oktober in Bologna zum Doktor des Kirchenrechts. Darauf kehrte er nach Deutschland zurück und ließ sich in Strassburg nieder. Dort betätigte er sich als kirchlicher Rechtskonsulent, 1521–1540 war er Sekretär des Domkapitels. 1541 wurde Gerbel Professor für Geschichte an der 1538 neu eröffneten Hochschule, gab dieses Amt aber bereits 1543 wieder auf.
Seinen juristischen Beruf versah Gerbel nur zum Broterwerb. Er gehörte zum Kreis der elsässischen Humanisten und arbeitete als Korrektor und Herausgeber, zuerst für den Drucker Matthias Schürer. 1515 reiste er nach Basel und war dort als Korrektor an der Edition des griechischen Neuen Testaments durch Erasmus beteiligt. Gerbel war schon früh ein überzeugter Anhänger Martin Luthers, korrespondierte mit ihm und Philipp Melanchthon und wurde 1526 Pate von Luthers ältestem Sohn. In den Jahren 1526–1527 ließ er sich von Paracelsus ärztlich betreuen. Seit der Mitte der 1530er Jahre konzentrierte sich sein Interesse zunehmend auf historische, landeskundliche und geographische Themen. Nikolaus Gerbel war dreimal verheiratet, von seiner zweiten Ehefrau hatte er vier Kinder.
Gerbel war als Herausgeber und Korrektor an der Publikation zahlreicher antiker und zeitgenössischer Bücher beteiligt. Sein eigenes Hauptwerk ist die Descriptio Graeciae, als Begleitschrift zur Griechenlandkarte des Nikolaos Sophianos verfasst. Daneben ist sein gesichertes literarisches Werk schmal: Zu einem ausgedehnten Briefwechsel kommen zahlreiche Vorreden und um die 30 kleinere Gedichte, meist als Zugaben zu Schriften anderer Autoren gedruckt. Von einer Reihe um 1520–1521 anonym erschienener Satiren, die man ihm hat zuschreiben wollen, gelten nur noch die drei gegen Thomas Murner als möglicherweise von Gerbel verfasst. Eine Schrift über den Bauernkrieg 1524/1525 ist verloren. Gerbels Tagebuch über die Zeit von Dezember 1522 bis Dezember 1529 ist seit langem bekannt, aber noch nicht als Ganzes ediert.